# Qual o Assunto Que Mais Lhe Interessa?
Qual o Assunto Que Mais Lhe Interessa?, lançado em 2007, é o vigésimo quarto álbum da carreira da cantora, compositora brasileira Elba Ramalho.
O álbum foi ganhador da 9° edição do Grammy Latino na categoria "Melhor Álbum de Raízes Brasileiras". 

## Faixas
| N.º            | Título | Compositor(es)                                  | Duração |  |
| 1.             | "Gaiola da Saudade"                                                                                          | Jam da Silva e Maciel Salú                      | 4:30    |  |
| 2.             | "Ave Anjos Angeli"                                                                                           | Jorge Ben Jor                                   | 4:27    |  |
| 3.             | "Noite Severina"                                                                                             | Lula Queiroga e Pedro Luís                      | 3:52    |  |
| 4.             | "Rua da Passagem"                                                                                            | Lenine e Arnaldo Antunes                        | 3:13    |  |
| 5.             | "Tempos Quase Modernos" (Qual O Assunto Que Mais Lhe Interessa? (participação especial: Gabriel o Pensador)) | Roberto Mendes, Capinan                         | 3:44    |  |
| 6.             | "A Natureza das Coisas"                                                                                      | Accioly Neto                                    | 4:33    |  |
| 7.             | "Argila" | Carlinhos Brown                                 | 3:40    |  |
| 8.             | "Boi Cavalo de Tróia"                                                                                        | Pedro Osmar, Paulo Ró                           | 4:37    |  |
| 9.             | "Último Minuto"                                                                                              | Lula Queiroga                                   | 4:40    |  |
| 10.            | "A Dança das Borboletas"                                                                                     | Zé Ramalho e Alceu Valença                      |         |  |
| 11.            | "As Forças da Natureza"                                                                                      | João Nogueira e Paulo César Pinheiro            | 3:55    |  |
| 12.            | "Dois Pra Sempre"                                                                                            | Lula Queiroga                                   | 3:18    |  |
| 13.            | "Os Beijos"                                                                                                  | Pedro Luís, Ivan Santos                         | 4:10    |  |
| 14.            | "Novena" | Geraldo Azevedo, Marcus Vinícius                | 4:05    |  |
| 15.            | "Conceição dos Coqueiros"                                                                                    | Lula Queiroga, Lulu Oliveira e Alexandre Bicudo | 4:59    |  |
| 16.            | "Amplidão"                                                                                                   | Chico César                                     | 3:30    |  |
| Duração total: | Duração total:                                                                                               | Duração total:                                  | 66:03   |  |